# Copresidente de Nicaragua
Los copresidentes de Nicaragua son los dos ciudadanos nicaragüenses que ejercen el cargo de jefe de Estado y de Gobierno de la República de Nicaragua. Además, constitucionalmente son también los jefes supremos de las Fuerzas Armadas y de Seguridad de la Nación.
Encabezan el Poder Ejecutivo del Estado asistidos por un vicepresidente, siendo ambos electos mediante sufragio universal, secreto, libre, directo e igualitario de todos los ciudadanos aptos para votar; así como por los ministros de estado que son nombrados por los copresidentes.
Según la ley es competencia de la presidencia emitir decretos, sancionar leyes y vetar leyes, le corresponde a los copresidentes encabezar las reuniones del gabinete ejecutivo en sesiones ordinarias o extraordinario. Los copresidentes de la República tienen derecho a reelección indefinida.
Con la modificación constitucional del 18 de febrero de 2025 al Artículo 133 de la Constitución, se estableció un sistema copresidencial. Actualmente, los copresidentes son Daniel Ortega y Rosario Murillo.

## Ministerios de estado
Los ministros de estado, nombrados por el presidente la República, conforman el Poder Ejecutivo del Estado cuya administración general es responsabilidad del presidente Constitucional de la República.
En el Acuerdo Presidencial n.º 01-2017, publicado en La Gaceta, Diario Oficial, se dan a conocer los nombres de los ministros, viceministros y secretarios de Ministerios de Estado; ministros delegados; procurador y subprocurador general de la República; presidentes, vicepresidentes, directores, subdirectores, codirectores y gerente general de Entes Autónomos y Descentralizados; secretarios, asesores y delegados Presidenciales.
El gabinete de Gobierno está compuesto por 116 funcionarios, ocho de los 20 asesores tienen rango de ministro, nombrados en áreas de economía, educación, salud, seguridad, energía, medio ambiente y ganadería, entre otras. 

### Gabinete ministerial de gobierno
El actual gabinete para el periodo administrativo del gobierno 2017-2022 está formado por los funcionarios siguientes:
| Ministerios actuales                                                 | Encargado                       |
| -------------------------------------------------------------------- | ------------------------------- |
| Vicepresidente de Nicaragua                                          | Vacante                         |
| Ministro delegado para Asuntos Específicos de la Presidencia         | Omar Halleslevens               |
| Ministro de Relaciones Exteriores                                    | Denis Moncada Colindres         |
| Ministra del Interior                                                | María Amelia Coronel Kinloch    |
| Ministra de Defensa                                                  | Rosa Adelina Barahona Castro    |
| Ministro de Hacienda y Crédito Público                               | Iván Adolfo Acosta Montalván    |
| Ministra de Educación                                                | Miriam Soledad Raudez Rodríguez |
| Ministra de Salud                                                    | Martha Verónica Reyes Álvarez   |
| Ministro Agropecuario                                                | Isidro Antonio Rivera Guadamuz  |
| Ministro de Fomento, Industria y Comercio                            | José de Jesús Bermúdez Carvajal |
| Ministro de Infraestructura y Transporte                             | Oscar Mojica Obregón            |
| Ministra de Ambiente y de los Recursos Naturales                     | Heyddy Loredana Calderón Palma  |
| Ministra del Trabajo                                                 | Alba Luz Torres Briones         |
| Ministra de Familia, Adolescencia y Niñez                            | Johana Vanessa Flores Jiménez   |
| Ministro de Energía y Minas                                          | Salvador Mansell Castrillo      |
| Ministra de Economía Familiar, Comunitaria, Cooperativa y Asociativa | Justa del Rosario Pérez Acuña   |
| Presidenta ejecutiva INIFOM                                          | Guiomar Aminta Irías Torres     |
| Ministra de la Mujer                                                 | Jessica Yaoska Padilla Leiva    |
| Ministro de la Juventud                                              | Lucien Nahima Guevara Agüero    |
| Procurador general de la República                                   | Wendy Carolina Morales Urbina   |
| Presidente Banco Central de Nicaragua                                | Leonardo Ovidio Reyes Ramírez   |

## Expresidentes y exvicepresidentes
En conformidad a la "Ley No. 83, Ley de Inmunidad" aprobada en 1990 y reformada en 2003, el Estado otorga el derecho a una pensión vitalicia para todos los que hayan sido presidentes y vicepresidentes de la República, electos de forma constitucional, que no ejerzan ningún cargo público remunerado en la administración del estado. El propósito de la Ley es evitar que caigan en una desprotección total. También, se les asigna seguridad personal por parte de la Dirección de Seguridad Personal de la Policía Nacional.
La pensión vitalicia a los expresidentes equivale al salario mensual de quien ejerza el cargo. Igual sucede con la pensión a los exvicepresidentes, la que es igual al salario actual que recibe quien ocupa la Vicepresidencia de la República.
Expresidentes vivos:

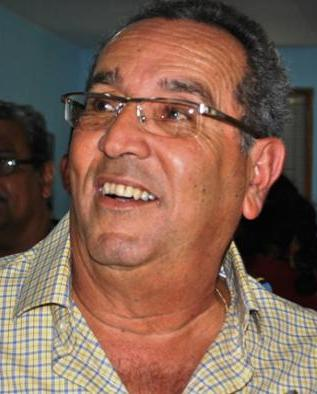
Arnoldo Alemán (1997-2002) (79 años)

En razón que ejercen cargos públicos remunerados, no gozan del beneficio expresado en la Ley 83, los exvicepresidentes siguientes:
- Julia Mena Rivera (1995-1997), alcalde de Granada.
- Alfredo Gómez Urcuyo (2005-2007), Diputado en la Asamblea Nacional de Nicaragua.
- Omar Halleslevens  (2012-2017), Ministro.

## Gobernadores coloniales

### Antes de la creación de laProvincia de Nicaragua
| Nombre                                  | Cargo | Período   |
| --------------------------------------- | --- | --------- |
| Diego de Nicuesa                        | Gobernador de Veragua, con jurisdicción sobre la actual Costa Caribeña de Nicaragua | 1508-1511 |
| Vasco Núñez de Balboa                   | Gobernador de Veragua, de facto, con jurisdicción sobre la actual Costa Caribeña de Nicaragua | 1511-1514 |
| Pedro Arias Dávila,                     | Gobernador de Castilla de Oro, con jurisdicción sobre la actual Costa del Pacífico de Nicaragua | 1514-1526 |
| Gil González Dávila                     | Llega en 1522 con licencia real para explorar y descubrir en calidad de empresa estatal de poblamiento más allá de la Mar del Sur y empieza la conquista de Nicaragua, visitó con el contador Andrés de Cereceda, el dominio de Nicarao a orillas del lago Cocibolca (La Mar Dulce). Avanzó más al norte, pero enfrentó el ataque de Diriangén (17 de abril de 1523), que los obligó a retirarse hacia el golfo de Nicoya. En 1526 fue nombrado gobernador de Nicaragua por el Consejo de Indias, cargo que no llegó a asumir porque falleció el 21 de abril en su natal Ávila, España. | 1522-1524 |
| Francisco Hernández de Córdoba          | Enviado en septiembre de 1523 con una orden de poblamiento del territorio explorado por Gil González Dávila y Andrés Niño, por Pedro Arias de Ávila, gobernador y capitán general de Castilla del Oro con jurisdicción de facto sobre la actual costa pacífica de Nicaragua, fundó Granada (21 de abril de 1524) y León (15 de junio de 1524). Ese mismo año, ordenó a Ruy Díaz, la fundación de la Villa de Bruselas en Orotina, al este del golfo de Nicoya. En 1526 asume como primer gobernador, "de facto", siendo enjuiciado y decapitado por Pedrarias en junio de 1526. | 1523-1526 |
| Pedro de los Ríos y Gutiérrez de Aguayo | Gobernador de Castilla de Oro nombrado por el Consejo de Indias el 14 de mayo de 1526, tomó posesión en julio del mismo año en León, con jurisdicción sobre la actual Costa del Pacífico de Nicaragua, reconocido por los cabildos de la Villa de Bruselas, Granada y León | 1526-1529 |
| Diego López de Salcedo y Rodríguez      | Nombrado por la Real Audiencia de Santo Domingo el 26 de octubre de 1526, como gobernador de Honduras, al asumir el cargo, expulsa hacia México a Hernando de Saavedra (nombrado por Hernán Cortés). Segundo gobernador de Nicaragua con jurisdicción sobre la actual costa pacífica de Nicaragua, de facto e interino al imponerse ante los Cabildos de la Villa de Bruselas, Granada y León, sin ser autorizado por la Corona española, que solo lo reconoce como gobernador de Honduras hasta 1530. Envió a Gabriel de Rojas y Córdova a explorar y poblar el territorio de la "Mar Dulce", fundando Nueva Jaén, en el punto de origen del río "El Desaguadero", abandonada y refundada como San Carlos, en el siglo XVII. En 1528, fue expulsado por Pedro Arias de Ávila hacia Trujillo. | 1526-1528 |

### Después de la creación de laProvincia de Nicaragua
| Nombre                        | Cargo | Período                                      |
| ----------------------------- | --- | -------------------------------------------- |
| Pedro Arias Dávila            | Designado de iure el 16 de mayo de 1527, por Real Cédula, como gobernador de la Provincia de Nicaragua comprendida por la costa del Océano Pacífico, entre el Golfo de Fonseca y la Península de Nicoya, así como la región central del actual territorio nicaragüense y el territorio del río El Desaguadero (no incluía la costa Caribe de la actual Nicaragua). Asumió oficialmente en 1528 con jurisdicción sobre la actual costa pacífica de Nicaragua. Primer gobernador nombrado por la Corona Española, siendo una gobernación regida por la Real Audiencia de Santo Domingo. | 1528-1531                                    |
| Francisco de Castañeda        | Teniente gobernador interino nombrado por el cabildo de León, con jurisdicción sobre la actual costa pacífica de Nicaragua | 1531-1535                                    |
| Felipe Gutiérrez y Toledo     | Segundo gobernador y primer titular de Veragua, con jurisdicción sobre la actual Costa Caribeña de Nicaragua | 24 de diciembre de 1534 - principios de 1536 |
| Diego Álvarez de Osorio       | Primer obispo de Nicaragua y Costa Rica, con jurisdicción sobre la actual costa pacífica de Nicaragua | principios - finales de 1535                 |
| Diego Gutiérrez y Toledo      | Primer gobernador titular de la Provincia de Nueva Cartago y Costa Rica, con jurisdicción sobre la actual Costa Caribeña de Nicaragua | 29 de noviembre de 1540 - 1541               |
| Rodrigo de Contreras y La Hoz | Quinto gobernador de la Provincia de Nicaragua, con jurisdicción sobre la actual costa pacífica de Nicaragua | finales de 1535-1544                         |

### Bajo el distrito de laAudiencia de los Confines de Guatemala y Nicaragua
| Nombre                               | Cargo                                                                    | Período   |
| ------------------------------------ | ------------------------------------------------------------------------ | --------- |
| Diego de Herrera                     | Delegado por la Real Audiencia de los Confines de Guatemala y Nicaragua  | 1544      |
| Alonso de Maldonado Diez de Ledesma, | Presidente de la Real Audiencia de los Confines de Guatemala y Nicaragua | 1544-1547 |
| Alonso López de Cerrato,             | Presidente de la Real Audiencia de los Confines de Guatemala y Nicaragua | 1547-1553 |

## Alcaldes Mayores de Nicaragua
| Nombre                            | Período               | Nota    |
| --------------------------------- | --------------------- | ------- |
| Nicolás López de Zárraga          | 1553                  | 1.ª vez |
| Juan de Cavallón y Arboleda       | 1553-1555             |         |
| Juan Márquez                      | enero-noviembre, 1555 |         |
| Álvaro de Paz                     | 1555-1556             |         |
| Nicolás López de Zárraga          | 1556-1557             | 2.ª vez |
| Andrés López Moraga               | 1558                  |         |
| Francisco de Mendoza              | 1558-1559             |         |
| Alonso Ortiz de Argueta           | 1559-1561             |         |
| Juan Vázquez de Coronado de Anaya | 1561-1564             |         |
| Hernando Bermejo                  | 1564-1567             |         |

## Gobernadores de Nicaragua
| Nombre                                                                                                 | Período                                | Notas                   |
| --- | -------------------------------------- | ----------------------- |
| Juan Vázquez de Coronado y Anaya                                                                       | 1565                                   | no asumió el cargo      |
| Alonso de Casaos                                                                                       | 1566-1575                              |                         |
| Francisco del Valle Marroquín                                                                          | 1575-1576                              | interino, en funciones  |
| Diego López, gobernador de Taguzgalpa, con jurisdicción sobre la costa caribeña de la actual Nicaragua | 1576                                   |                         |
| Diego de Artieda Chirino y Uclés                                                                       | 1576-1583                              |                         |
| Hernando de Casco                                                                                      | 1583-1589                              |                         |
| Carlos de Arellano                                                                                     | 1589-1592                              |                         |
| Bartolomé de Lences                                                                                    | noviembre 1592-1593                    |                         |
| Bernardino de Obando                                                                                   | 1593-1603                              |                         |
| Alonso Lara de Córdoba                                                                                 | 1603-1622                              |                         |
| Cristóbal de Villagrán                                                                                 | 1622                                   |                         |
| Alonso Lazo de La Vega                                                                                 | 1622-1623                              |                         |
| Santiago Carvajal y Figueroa                                                                           | 1623-1625                              |                         |
| Lázaro de Albizúa                                                                                      | 1625-1627                              |                         |
| Juan de Agüero                                                                                         | 1627-1630                              |                         |
| Francisco de Azagra y Vargas                                                                           | 1630-1634                              |                         |
| Pedro Salazar de Velasco                                                                               | 1634-1641                              |                         |
| Juan de Bracamonte Davila                                                                              | 1641-1660                              |                         |
| Diego de Castro                                                                                        | 1660-1665                              |                         |
| Juan Fernández de Salinas y La Cerda                                                                   | 1665-1669                              |                         |
| Antonio Termiño y Davila                                                                               | 1669-1675                              |                         |
| Pablo de Loyola                                                                                        | 1675-1681                              |                         |
| Antonio Coello y Aguilera                                                                              | 1681-1682                              |                         |
| Pedro Álvarez Castrillón                                                                               | 1682-1692                              |                         |
| Gabriel Rodríguez Bravo de Hoyos                                                                       | 1692-1696                              |                         |
| Pedro Gerónimo Luis de Comenares y Camargo                                                             | 1696-1705                              |                         |
| Miguel de Camargo                                                                                      | 1705-1706                              |                         |
| José Calvo de Lara                                                                                     | 1706-1720                              |                         |
| Juan Sebastián de Arancibia Izasi                                                                      | 1720-21 de agosto de 1721              |                         |
| Antonio Póveda y Rivadineira                                                                           | 1721-1724                              | 1.ª vez muerte 1727     |
| Tomás Marcos, duque de Estrada                                                                         | 1724-1727                              | 1.ª vez                 |
| Antonio Póveda y Rivadineira                                                                           | 26 de enero de 1727-7 de julio de 1727 | 2.ª vez                 |
| Pedro Martínez de Uparrio                                                                              | 26 de agosto de 1727-1728              |                         |
| Tomás Marcos, duque de Estrada                                                                         | agosto 1728-1730                       | 2.ª vez                 |
| Bartolomé González-Fitoria y Valdez                                                                    | 1730-1739                              |                         |
| Antonio Ortiz                                                                                          | 1739-1740                              |                         |
| José Antonio Lacayo de Briones y Palacios                                                              | 21 de noviembre de 1740-1745           |                         |
| Francisco Antonio Cáceres y Molinedo                                                                   | 1745                                   |                         |
| Juan de Vera 23 de agosto de 1745-diciembre                                                            | 1746                                   |                         |
| Alonso Fernández de Heredia diciembre                                                                  | 1746-1752                              |                         |
| José González Rancaño                                                                                  | 1752-1756                              |                         |
| Melchor Vidal de Lorca y Villena                                                                       | 1756-1759                              | 1.ª vez                 |
| Pantaleón Ibáñez Cuevas                                                                                | 1759-1761                              |                         |
| Melchor Vidal de Lorca y Villena                                                                       | 1761-1766                              | 2.ª vez provisional     |
| Domingo Cabello y Robles                                                                               | 1766-1776                              | nacido 1725-muerte 1801 |
| Manuel de Quiroga                                                                                      | 1777-1779                              |                         |
| José de Estachería                                                                                     | 1779-1783                              |                         |
| Juan de Ayza y Blancazo Allue y Palacín                                                                | 1783-23 de diciembre de 1786           |                         |

## Intendentes / Jefe político superior
Creación de la Intendencia de León y de la Provincia de Nicaragua y Costa Rica
| Nombre | Período                                                                                  |
| --- | ---------------------------------------------------------------------------------------- |
| Juan de Ayza y Blancazo Allue y Palacín                                                                              | 23 de diciembre de 1786 - 1798                                                           |
| José de Salvador y Antoli, intendente                                                                                | 1798 - 13 de diciembre de 1811                                                           |
| Nicolás García Jerez, Jefe político superior, Presidente de la Junta Provincial gubernativa (hasta febrero de 1812). | 13 de diciembre de 1811 - 1814                                                           |
| Juan Bautista Gual y Curvelo (nacido 1757 - muerte 1816)                                                             | Jefe político superior designado por la Regencia en 1812 (1814-17 de septiembre de 1816) |
| Mariano de Beltranena y Llano, intendente interino                                                                   | (1816 - 1819)                                                                            |
| Miguel González de Saravia y Colarte (nacido 1788 - muerte 1848)                                                     | Intendente (1819 - 15 de septiembre de 1821) y Jefe político superior (desde 1820)       |

## Nicaragua después del 15 de septiembre de 1821
A partir de conocer la proclamación de la Independencia de Centroamérica tanto en León como en Granada, surgieron los conflictos entre ambas ciudades. Granada aceptó el Acta proclamada, uniéndose a Guatemala; mientras que, León declaró el compás de espera en la llamada "Acta de los Nublados". Así ambas ciudades se ponían frente a frente. Las diferencias se agudizaron más aún cuando, las autoridades leonesas decidieron anexarse al Primer Imperio Mexicano de Agustín de Iturbide y Granada permaneció unida a Guatemala.
Del 5 de enero de 1822 a 1823, las provincias de Guatemala, Honduras y Nicaragua (entiéndase León) estuvieron unidas de un modo u otro al primer imperio mexicano de Iturbide; mientras que, El Salvador resistía a las tropas mexicanas. Para el caso específico de Costa Rica, esta provincia decidió no anexarse a este primer imperio mexicano.
Entre el 1 de julio de 1823 y el 22 de noviembre de 1824, la provincia de Nicaragua formó parte de las Provincias Unidas de Centroamérica.
| Nombre y cargo                                                                      | Período |
| ----------------------------------------------------------------------------------- | --- |
| Miguel González Saravia y Colarte Jefe político superior                            | 28 de septiembre de 1821 - 17 de abril de 1823 con sede en León. Abandona el mando a raíz del "Acta de la Orfandad" depositando en Ignacio Sediles. El obispo Nicolás García Jerez huye.                                                                      |
| José Víctor de la Guardia y Ayala Jefe político subalterno, subordinado a Guatemala | 1822 con sede en Granada. Abandonó el cargo. |
| Cleto Ordoñéz Comandante de las Armas de Granada (en rebelión)                      | 16 de enero de 1823 - enero de 1825 Ordoñéz dirige un levantamiento que lo convierte en comandante de las Armas de Granada y proclama la independencia de Granada en contra de la anexión de la provincia de Nicaragua al primer imperio mexicano de Iturbide |
| Ignacio Sediles Jefe político superior (interino)                                   | 19 de abril de 1823 - 27 de abril de 1823 con sede en la villa de Managua. |

## Estado de Nicaragua: período de anarquía y guerra civil de 1824
El Estado de Nicaragua integró la República Federal de Centro América, una federación formada por seis estados: Guatemala, El Salvador, Honduras, Nicaragua, Costa Rica y el actual estado mexicano de Chiapas (el cual duró poco dentro de la misma).. Cada Estado era libre y tenía autonomía para gobernarse y establecer sus leyes y códigos jurídicos, además de elegir democráticamente su propio jefe de Estado.
| Nombre                           | Cargo                                           | Período                                 | Nota |
| -------------------------------- | ----------------------------------------------- | --------------------------------------- | --- |
| José Carmen Salazar              | Jefe político superior                          | 27 de abril de 1823 - 6 de mayo de 1824 | De acuerdo a un decreto emitido el 29 de marzo por el general Vicente Filísola, quien era "jefe político superior de Centroamérica" a la caída del Imperio Mexicano de Iturbide, por el que convocó a los pueblos de Centroamérica a decidir por sí mismos la forma en que quieran organizarse, la Diputación Provincial de León, integró rápidamente una Junta Gubernativa que en sesión del 17 de abril de 1823, en el Arto. 7 dispone que: "Ejercerá las funciones de jefe político el señor vocal 2.º, Carmen Salazar (…) cesando el señor Brigadier Miguel González Saravia en todos los mandos…" Y, en el Arto. 9 dispone que "se oficie al señor Saravia, para que cese en las hostilidades contra la ciudad de Granada, entregando las armas de aquel cantón a la persona que designe el Gobierno Provisional". La sublevación del caudillo Cleto Ordoñéz en su oposición a la anexión de la Provincia de Nicaragua al Imperio Mexicano de Iturbide, continúa a pesar de que ya estaba disuelto ese imperio y el 18 de enero de 1824 arriba a León José Justo Milla, enviado por la Asamblea Nacional Constituyente de Guatemala, a asistir al jefe político superior, José Carmen Salazar, en la pacificación de la provincia. Milla asume el cargo de comandante general y no logra el resultado esperado. |
| Pablo Meléndez                   | Jefe político superior (de facto)               | 6 de mayo de 1824 ― agosto de 1824      | El 4 de mayo de 1824, Pablo Meléndez que fungía como alcalde 1.º de la ciudad y Domingo Galarza lideran en León una sedición y deponen a José Carmen Salazar como jefe político superior y a José Justo Milla del cargo de comandante general. Meléndez y Galarza se nombran a sí mismos jefe político superior y comandante de Armas, respectivamente. |
| José Anacleto Ordoñéz (de facto) | Comandante general de la Provincia de Nicaragua | agosto de 1824 ― enero de 1825          | En agosto de 1824 se produce en León otro golpe militar, ahora promovido por el coronel Cleto Ordóñez contra Meléndez y Galarza, a quienes destituye. Se desatan saqueos, despojos y atracos; mucha gente huye hacia El Viejo y Chinandega. Aparece en Nicaragua un desconocido, un tal Juan José Salas, peruano, quien dice que venía huyendo de Bolívar. Las familias que habían huido a El Viejo nombran a este Salas comandante de Armas para luchar contra Ordóñez. A la vez, el coronel Crisanto Sacasa y Parodi se escapa de la prisión en San Carlos y aparece en Managua antes de mayo de 1824 y organiza un ejército para atacar León. Salas y Sacasa unen sus fuerzas, bajo el mando supremo de Salas, y el 13 de septiembre de 1824 comienza el sitio a León por estas fuerzas combinadas. |

### Juntas gubernativas
El Estado de Nicaragua es un caos debido a guerra civil de 1824 atisada por las diferencias políticas entre los liberales  (fiebres o calandracas) acaudillados por Cleto Ordoñéz y los conservadores (serviles o timbucos) jefeados por Crisanto Sacasa Parodi.
Dicha situación caótica se evidencia en la existencia de Juntas Gubernativas simultáneas en León, Granada, Managua y El Viejo. En Granada, la situación era más compleja porque, entre el 20 de abril de 1823 y enero de 1825 coexistieron dos juntas contradictorias entre sí.
| Nombre                                                           | Período                                       | |
| ---------------------------------------------------------------- | --------------------------------------------- | --- |
| Junta Gubernativa de León, llamada Junta de Gobierno Provisional | 17 de abril de 1823 - 4 de enero de 1825      | Compuesta por José del Carmen Salazar Lacayo, Pedro Solís Terán (primer vocal), Francisco Quiñónez, Domingo Nicolás Galarza y Briceño de Coca, Basilio Carrillo, José Valentín Fernández Gallegos y Juan Modesto Hernández (algunas fuentes citan los dos últimos como suplentes). |
| Junta de Gobierno en Granada                                     | 20 de abril de 1823 - 1824                    | Formada por José Antonio Velázquez, Bernabé Montiel, Venancio Fernández y Nicolás De la Rocha Zapata. |
| Junta de Gobierno Revolucionaria en Granada                      | 2 de julio de 1823 - enero de 1825            | Estaba presidida por el coronel Cleto Ordoñéz y compuesta además por Raimundo Tiffer, Ignacio Marenco, Solano Castrillo, Manuel Sandoval y Nicolás De la Rocha Zapata (quien abandono la primera). |
| Junta Gubernativa de Managua                                     | julio de 1824 - enero de 1825                 | Con el presbítero Policarpo Irigoyen (1775-1829), párroco de la entonces villa de Managua actuando como presidente y el coronel Crisanto Sacasa Parodi como comandante de Armas. Irigoyen era hermano paterno del coronel Cleto Ordoñéz porque este último era hijo natural del capitán vasco Diego de Irigoyen, padre biológico de ambos. |
| Junta Gubernativa de El Viejo                                    | 9 de agosto de 1824 - 27 de diciembre de 1824 | Era presidida por Juan Bautista Salazar y Juan José Salas, militar peruano nombrado comandante de Armas para el sitio de León junto a las tropas de Sacasa Parodi. León fue sitiada durante 114 días, del 13 de septiembre de 1824 hasta el 4 de enero de 1825. El 18 de noviembre de 1824 fue herido el coronel Sacasa, falleciendo el 26 del mismo mes a consecuencia de las heridas, Salas cuatro días después abandono el campamento de San Juan, asumiendo el mando el coronel Juan Manuel Ubieta pero ante la inminente llegada de Arce, levanta el sitio y se retira hacia Managua. |

### Comisionados del Gobierno Federal Centroamericano (Pacificadores)
En 1824 el Gobierno Federal Centroamericano comisiona a militares en misiones de pacificación del Estado de Nicaragua.
| Nombre                         | Cargo | Período | Nota |
| ------------------------------ | --- | --- | --- |
| José Justo Milla               | Pacificador - Comisionado del Gobierno Federal Centroamericano con el nombramiento de comandante general de Armas del Estado de Nicaragua                          | Comandante general de Armas, 18 de enero de 1824 - 4 de mayo de 1824 (en apoyo de José Carmen Salazar, jefe político superior en León) Intendente y jefe político superior (de facto), 11 de febrero de 1824 - 4 de mayo de 1824                  | |
| Manuel Arzú y Delgado y Nájera | Pacificador - Comisionado del Gobierno Federal Centroamericano actuó como intendente, jefe político superior y comandante general de Armas del Estado de Nicaragua | Intendente de León, (10 de octubre de 1824 - 22 de abril de 1825) Presidente de la Junta de Gobierno General, (12 de noviembre de 1824 - 26 de diciembre de 1824) Intendente y jefe político superior, (4 de enero de 1825 - 22 de abril de 1825) | Arzú propuso se estableciera una "Junta de Gobierno General" compuesta de dos vocales por cada una de las existentes, las juntas de León y de Granada atendieron el llamado, pero la junta de El Viejo se negó a disolverse). |
| Manuel José Arce y Fagoaga     | Pacificador - Comisionado del Gobierno Federal Centroamericano | 9 de enero de 1825 - 22 de enero de 1825 | Nombrado por la Asamblea Constituyente de la Federación Centroamericana, al frente de 500 soldados, llegó a León el 9 de enero y logró, con la cooperación del Coronel Arzú, la pacificación del Estado de Nicaragua. Ocupó militarmente Managua y una vez consolidada la autoridad de Arzú, envió al exilio al obispo Nicolás García Jerez, monarquista opuesto a la Independencia, y al presbítero Policarpo Irigoyen, ambos en rebeldía contra el gobierno federalista de León. Además, ofreció el puesto de inspector general de Armas de Centroamérica al coronel Cleto Ordóñez, caudillo liberal federalista que era comandante de Armas en Granada. |

## Jefes del Estado
El Estado de Nicaragua, como parte de la República Federal de Centroamérica, era dirigido por el jefe del Estado a menudo llamado jefe supremo, un término que no se mencionaba en la Constitución. 
| Nombre | Nombre                                   | Partido político    | Mandato                                        | Notas |
| ------ | ---------------------------------------- | ------------------- | ---------------------------------------------- | --- |
|        | Manuel Antonio de la Cerda               | Conservador         | 22 de abril de 1825-noviembre, 1825            | 1.ª vez, jefe del Estado, desde León. Primer gobernante electo por los nicaragüense. Destituido.                                                                               |
|        | Juan Argüello                            | Liberal federalista | noviembre, 1825-14 de septiembre de 1827       | 1.ª vez, vicejefe del Estado Encargado del Poder Ejecutivo, desde León. |
|        | Pedro Benito Pineda                      | Conservador         | 17 de septiembre de 1826-26 de febrero de 1827 | Consejero en disidencia, desde Granada. Ejecutado el 27-abril-1827. Padre de José Laureano Pineda Ugarte.                                                                      |
|        | Manuel Antonio de la Cerda               | Conservador         | 27 de febrero de 1827-7 de noviembre de 1828   | 2.ª vez, jefe del Estado en rebelión, desde Managua y Rivas. Destituido por un golpe de Estado. Ejecutado el 29 de noviembre de 1828.                                          |
|        | Pedro Oviedo                             | Liberal Federalista | 14 de septiembre de 1827-diciembre, 1827       | Jefe provisorio del Estado, desde Chinandega, León y Granada, bajo la autoridad del comandante general de Armas Anacleto "Cleto" Ordóñez. Destituido por un golpe de Estado.   |
|        | Juntas Gubernativas de León y de Granada | Liberal Federalista | diciembre, 1827-agosto, 1828                   | Juntas Gubernativas, desde León y Granada. |
|        | Juan Argüello                            | Liberal Federalista | 5 de agosto de 1828-8 de noviembre de 1829     | 2.ª vez, jefe del Estado, desde León. |
|        | Juan Espinosa                            | Liberal Federalista | 8 de noviembre de 1829-10 de mayo de 1830      | Consejero, desde Rivas. |
|        | Dionisio Herrera                         | Liberal Federalista | 10 de mayo de 1830-diciembre, 1833             | Pacificador y jefe del Estado electo, desde Granada. |
|        | Benito Morales                           | Conservador         | diciembre, 1833-10 de marzo de 1834            | Consejero. |
|        | José Núñez                               | Conservador         | 10 de marzo de 1834-23 de abril de 1835        | 1.ª vez. Consejero. |
|        | José Zepeda                              | Liberal Federalista | 23 de abril de 1835-25 de enero de 1837        | Jefe del Estado. Murió asesinado. |
|        | José Núñez                               | Conservador         | 25 de enero de 1837-12 de enero de 1838        | 2.ª vez. Vicejefe del Estado Encargado del Poder Ejecutivo. Absolutismo militar de Bernardo Méndez de Figueroa (a) "El Pavo", comandante general de Armas.                     |
|        | Francisco Jiménez Rubio                  | Conservador         | 12 de enero-13 de marzo de 1838                | Consejero. |
|        | José Núñez                               | Conservador         | 13 de marzo-17 de noviembre de 1838            | 3.ª vez. Jefe del Estado. Absolutismo militar de Casto Fonseca "gran mariscal", comandante general de Armas. Separación de Nicaragua de la República Federal de Centroamérica. |

## Supremos directores del Estado
El Estado de Nicaragua, ya independiente, era dirigido por el supremo director del Estado a menudo llamado director supremo, un término que no se mencionaba en la Constitución.
| Nombre | Nombre                                    | Partido político        |                                                 | Notas |
| ------ | ----------------------------------------- | ----------------------- | ----------------------------------------------- | --- |
|        | 1. José Núñez                             | Conservador             | 17 de noviembre de 1838-23 de abril de 1839     | 1.ª vez. Primer gobernante de la Nicaragua soberana. Absolutismo militar de Casto Fonseca como comandante general de Armas con sede en León.                                                                        |
|        | 2. Evaristo Rocha                         | Conservador             | 23 de abril-30 de junio de 1839                 | |
|        | 3. Patricio Rivas                         | Liberal                 | 30 de junio-27 de julio de 1839                 | 1.ª vez. |
|        | 4. Joaquín del Cossío                     | Conservador             | 27 de julio-20 de octubre de 1839               | |
|        | 5. Hilario Ulloa                          | Conservador             | 20 de octubre-7 de noviembre de 1839            | |
|        | 6. Tomás Valladares                       | Conservador             | 7 de noviembre de 1839-21 de septiembre de 1840 | |
|        | 7. Patricio Rivas                         | Liberal                 | 21 de septiembre de 1840-4 de marzo de 1841     | 2.ª vez. |
|        | 8. Pablo Buitrago y Benavente             | Conservador             | 4 de marzo de 1841-1 de abril de 1843           | |
|        | 9. Juan de Dios Orozco                    | Conservador             | 1 de abril de 1843-31 de mayo de 1843           | Senador interino |
|        | 10. Manuel Pérez                          | Liberal                 | 31 de mayo de 1843-4 de noviembre de 1844       | Renunció, en León |
|        | 11. Emiliano Madriz                       | Liberal                 | 4 de noviembre de 1844-24 de enero de 1845      | Senador interino, legítimo en León, defensor de la entonces capital del Estado contra Francisco Malespín |
|        | 12. Silvestre Selva                       | Conservador             | 16 de diciembre de 1844-20 de enero de 1845     | Senador interino, provisorio en Masaya, instalado por los granadinos contra León y reconocido por Malespín |
|        | 13. Manuel Blas Antonio Sáenz             | Conservador             | 20 de enero-4 de abril de 1845                  | Senador interino, en disidencia desde el 24 de enero de 1845. General de Brigada José Trinidad Muñoz Fernández nombrado comandante general de Armas por Malespín, sustituyendo a Casto Fonseca quien sería fusilado |
|        | 14. José León Sandoval                    | Conservador Republicano | 4 de abril de 1845-1 de julio de 1846           | Separado por acusación de mala administración |
|        | 14.1. José María Sandres                  | Liberal                 | 1 de julio de 1846-6 de agosto de 1846          | Senador interino, en funciones |
|        | 14.2. Hermenegildo Zepeda                 | Liberal                 | 6 de agosto de 1846-2 de septiembre de 1846     | Senador interino, en funciones |
|        | 14. José León Sandoval                    | Conservador Republicano | 2 de septiembre de 1846-12 de marzo de 1847     | Asamblea Nacional Constituyente lo restituyó en el poder |
|        | 15. Miguel Ramón Morales                  | Conservador Republicano | 12 de marzo-6 de abril de 1847                  | Senador interino, en funciones |
|        | 16. José María Guerrero de Arcos y Molina | Conservador Republicano | 6 de abril de 1847-1 de enero de 1849           | |
|        | 17. Bernardo Toribio Terán Prado          | Conservador             | 1 de enero-8 de marzo de 1849                   | Senador interino |
|        | 18. José Benito Rosales y Sandoval        | Conservador             | 8 de marzo-1 de abril de 1849                   | Senador interino |
|        | 19. Norberto Ramírez Áreas                | Conservador             | 1 de abril de 1849-1 de abril de 1851           | |
|        | 20. Justo Abaunza y Muñoz de Avilés       | Conservador             | 1 de abril-5 de mayo de 1851                    | 1.ª vez. Senador interino, Gobierno Provisional en León. |
|        | 21. José Laureano Pineda Ugarte           | Liberal                 | 5 de mayo-4 de agosto de 1851                   | 1.ª vez. Depuesto por golpe militar del comandante general de Armas José Trinidad Muñoz Fernández. Hijo de Pedro Benito Pineda.                                                                                     |
|        | 22. Justo Abaunza y Muñoz de Avilés       | Conservador             | 4 de agosto-11 de noviembre de 1851             | 2.ª vez. Senador interino bajo la autoridad de José Trinidad Muñoz Fernández, comandante general de Armas, líder de golpe militar.                                                                                  |
|        | 23. José Laureano Pineda Ugarte           | Liberal                 | 5 de agosto-11 de agosto de 1851                | 2.ª vez. En disidencia. |
|        | 24. José Francisco del Montenegro         | Liberal                 | 5 de agosto-11 de agosto de 1851                | Gobierno en Granada, murió luego de asumir el mando. |
|        | 25. José de Jesús Alfaro                  | Liberal                 | 11 de agosto-2 de noviembre de 1851             | Senador interino, en disidencia. Gobierno en Granada. |
|        | 26. Fulgencio de la Vega y Santos         | Conservador             | 11 de noviembre de 1851-1852,                   | Nombrado por la Asamblea con el apoyo de Fruto Chamorro general de Brigada, victorioso contra José Trinidad Muñoz Fernández.                                                                                        |
|        | 27. José Laureano Pineda Ugarte           | Liberal                 | 11 de noviembre de 1851-1 de abril de 1853      | 3.ª vez. En rebelión hasta el 2 de noviembre de 1851 |
|        | 28. José Fruto Chamorro Pérez             | Conservador             | 1 de abril de 1853-30 de abril de 1854          | Gobierno en Granada. |
|        | 29. Francisco Castellón Sanabria          | Liberal                 | 11 de junio de 1854-2 de septiembre de 1855     | Supremo director provisorio del Estado en rebelión, desde León hasta el 1 de abril de 1855. |
|        | 30. Nazario Escoto                        | Liberal                 | 2 de septiembre-30 de octubre de 1855           | Supremo director provisorio del Estado en rebelión, desde León |

## Presidentes de la República
| Nombre              | Nombre              | Nombre | Inicio | Final                    | Duración                  | Partido político                                                             | Notas |
| ------------------- | ------------------- | --- | --- | ------------------------ | ------------------------- | ---------------------------------------------------------------------------- | --- |
|                     |                     | 1. Fruto Chamorro Pérez | 30 de abril de 1854 | 12 de marzo de 1855      | 10 meses y 12 días        | Legitimista                                                                  | Murió en el cargo. Desde el 1 de junio de 1854 delegó sus funciones en José María Estrada, Diputado presidente de la Asamblea Constituyente del Estado. |
|                     |                     | 2. José María Estrada | 1 de junio de 1854 | 23 de octubre de 1855    | 1 año, 4 meses y 22 días  | Legitimista                                                                  | 1.ª vez. Interino, desde el 1 de junio de 1854. Provisional, desde el 10 de abril de 1855 confirmado por la Asamblea Constituyente del Estado. |
|                     |                     | 3. Ponciano Corral Acosta | 12 de marzo de 1855 | 10 de abril de 1855      | 29 días                   | Legitimista                                                                  | De facto en Granada. |
|                     |                     | 4. Patricio Rivas | 23 de octubre de 1855 | 24 de junio de 1857      | 1 año, 7 meses y 1 día    | Democrático                                                                  | Provisorio en Granada, nombrado por el Acuerdo de Paz firmado por Corral y Walker. |
|                     |                     | 5. Fermín Ferrer | 20 de junio de 1856 | 12 de julio de 1856      | 22 días                   | Legitimista                                                                  | Provisorio Entreguista en Granada. Nombrado por Walker. |
|                     |                     | 6. William Walker | 12 de julio de 1856 | 1 de mayo de 1857        | 9 meses y 20 días         | Filibustero                                                                  | Usurpador en Granada. |
|                     |                     | 7. José María Estrada | 29 de junio de 1856 | 13 de agosto de 1856     | 1 mes y 14 días           | Legitimista                                                                  | 2.ª vez. Junta de gobierno legitimista, en disidencia. Murió asesinado. |
|                     |                     | 7. Nicasio del Castillo y Guzmán | 13 de agosto de 1856 | 12 de septiembre de 1856 | 29 días                   | Legitimista                                                                  | 1.ª vez. Junta de gobierno legitimista, en disidencia. |
|                     |                     | 8. Junta de Gobierno | 24 de junio de 1857 | 19 de octubre de 1857    | 3 meses y 25 días         | Junta de gobierno (Primer gobierno binario) en León Democrático Legitimista  | *Máximo Jerez Tellería *Tomás Martínez 1.ª vez. |
|                     |                     | 9. Junta de Gobierno | 19 de octubre de 1857 | 15 de noviembre de 1857  | 27 días                   | Junta de gobierno (Segundo gobierno binario) en León Democrático Legitimista | *Gregorio Juárez Sacasa *Rosalío Cortés |
|                     |                     | 10. Tomás Martínez Guerrero | 15 de noviembre de 1857 | 1 de marzo de 1867       | 9 años, 3 meses y 16 días | Conservador                                                                  | 2.ª vez, provisional. 3.ª vez, electo constitucionalmente. 4.ª vez, reelegido a pesar de que la Constitución de 1858 lo prohibía expresamente. |
|                     |                     | 11. Fernando Chamorro | 1860 | 1860                     |                           | Conservador                                                                  | Interino, senador designado por el Congreso. Enfermedad del presidente Martínez. Hermano de Fruto Chamorro Pérez. |
|                     |                     | 11. Nicasio del Castillo y Guzmán | 4 de enero de 1863 | 31 de agosto de 1863     | 7 meses y 27 días         | Conservador                                                                  | 2.ª vez. Interino, senador designado por el Congreso. Ausencia del presidente Martínez alegando "el mal estado de salud". |
|                     |                     | 12. Fernando Guzmán Solórzano | 1 de marzo de 1867 | 1 de marzo de 1871       | 4 años                    | Conservador                                                                  | |
|                     |                     | 13. Vicente Cuadra y Ruy Lugo | 1 de marzo de 1871 | 1 de marzo de 1875       | 4 años                    | Conservador                                                                  | |
|                     |                     | 14. Pedro Joaquín Chamorro y Alfaro | 1 de marzo de 1875 | 1 de marzo de 1879       | 4 años                    | Conservador                                                                  | Hermano de Fruto Chamorro Pérez y Fernando Chamorro. |
|                     |                     | 15. Joaquín Zavala Solís | 1 de marzo de 1879 | 1 de marzo de 1883       | 4 años                    | Conservador                                                                  | 1.ª vez. |
|                     |                     | 16. Adán Cárdenas del Castillo | 1 de marzo de 1883 | 1 de marzo de 1887       | 4 años                    | Conservador                                                                  | |
|                     |                     | 17. Evaristo Carazo Aranda | 1 de marzo de 1887 | 1 de agosto de 1889      | 2 años y 5 meses          | Conservador                                                                  | Murió durante su mandato. |
|                     |                     | 18. David Nicolás Osorno | 1 de agosto de 1889 | 5 de agosto de 1889      | 4 días                    | Conservador                                                                  | Interino, encargado del Poder Ejecutivo tras la muerte del anterior. |
|                     |                     | 19. Roberto Sacasa y Sarria | 5 de agosto de 1889 | 1 de enero de 1891       | 1 año, 11 meses y 27 días | Conservador                                                                  | 1.ª vez. Investido para concluir el mandato de Evaristo Carazo. |
|                     |                     | 20. Ignacio Chaves Tellería | 1 de enero de 1891 | 1 de marzo de 1891       | 2 meses                   | Conservador                                                                  | Interino. Roberto Sacasa y Sarria depositó en él para ser candidato en febrero de 1891. |
|                     |                     | 21. Roberto Sacasa y Sarria | 1 de marzo de 1891 | 1 de junio de 1893       | 2 años y 3 meses          | Conservador                                                                  | 2.ª vez. Reelecto de forma ilegítima pues la Constitución vigente lo prohibía expresamente, lo que abrió las puertas a un período de inestabilidad que culminó en la Revolución Liberal, tras 30 años de gobiernos conservadores que se habían sucedido democráticamente. |
|                     |                     | 22. Eduardo Montiel de la Cerda | 28 de abril de 1893 | 31 de mayo de 1893       | 3 días                    | Conservador                                                                  | Militar. En disidencia. |
|                     |                     | 23. Junta de Gobierno: Salvador Machado Agüero, presidente | 1 de junio de 1893 | 16 de julio de 1893      | 1 mes y 15 días           | Conservador                                                                  | |
|                     |                     | 24. Junta de Gobierno: Joaquín Zavala Solís, presidente | 16 de julio de 1893 | 31 de julio de 1893      | 15 días                   | Conservador                                                                  | 2.ª vez. |
|                     |                     | 25. Junta de Gobierno: José Santos Zelaya López, presidente | 31 de julio de 1893 | 15 de septiembre de 1893 | 1 mes y 15 días           | Revolución Liberal                                                           | |
|                     |                     | 26. José Santos Zelaya López | 15 de septiembre de 1893 | 21 de diciembre de 1909  | 16 años, 3 meses y 6 días | Liberal                                                                      | Dictadura. Dimitió y partió al exilio. |
|                     |                     | 27. José Madriz Rodríguez | 21 de diciembre de 1909 | 19 de agosto de 1910     | 7 meses y 29 días         | Liberal                                                                      | Interino. |
|                     |                     | 28. José Dolores Estrada Morales | 20 de agosto de 1910 | 27 de agosto de 1910     | 7 días                    | Liberal                                                                      | Interino. Hermano de Juan José Estrada Morales. |
|                     |                     | 29. Luis Mena Vado | 27 de agosto de 1910 | 30 de agosto de 1910     | 3 días                    | Conservador                                                                  | Interino. |
|                     |                     | 30. Juan José Estrada Morales | 30 de agosto de 1910 | 9 de mayo de 1911        | 8 meses y 10 días         | Liberal                                                                      | Hermano de José Dolores Estrada Morales. |
|                     |                     | 31. Adolfo Díaz Recinos | 9 de mayo de 1911 | 1 de enero de 1917       | 5 años, 7 meses y 23 días | Conservador                                                                  | 1.ª vez. |
|                     |                     | 32. Emiliano Chamorro Vargas | 1 de enero de 1917 | 1 de enero de 1921       | 4 años                    | Conservador                                                                  | 1.ª vez. |
|                     |                     | 33. Diego Manuel Chamorro Bolaños | 1 de enero de 1921 | 12 de octubre de 1923    | 2 años, 9 meses y 11 días | Conservador                                                                  | Hijo de Pedro Joaquín Chamorro y Alfaro. Murió durante su mandato. |
|                     |                     | 34. Rosendo Chamorro Oreamuno | 12 de octubre de 1923 | 27 de octubre de 1923    | 15 días                   | Conservador                                                                  | Interino. |
|                     |                     | 35. Bartolomé Martínez Hernández | 27 de octubre de 1923 | 1 de enero de 1925       | 1 año, 2 meses y 5 días   | Conservador Republicano                                                      | Vicepresidente de Diego Manuel Chamorro Bolaños. |
|                     |                     | 36. Carlos José Solórzano Gutiérrez | 1 de enero de 1925 | 17 de enero de 1926      | 1 año y 16 días           | Conservador Republicano                                                      | Depuesto en golpe de Estado por Emiliano Chamorro. |
|                     |                     | 37. Emiliano Chamorro Vargas | 17 de enero de 1926 | 11 de noviembre de 1926  | 9 meses y 25 días         | Conservador                                                                  | 2.ª vez. De facto. |
|                     |                     | 38. Sebastián Uriza | 11 de noviembre de 1926 | 14 de noviembre de 1926  | 3 días                    | Conservador                                                                  | Interino. |
|                     |                     | 39. Adolfo Díaz Recinos | 14 de noviembre de 1926 | 1 de enero de 1929       | 2 años, 1 mes y 17 días   | Conservador                                                                  | 2.ª vez. |
|                     |                     | 40. Juan Bautista Sacasa | 14 de noviembre de 1926 | 1 de enero de 1929       | 2 años, 1 mes y 17 días   | Liberal                                                                      | 1.ª vez, en disidencia. Vicepresidente de Carlos José Solórzano. Hijo de Roberto Sacasa y Sarria. Guerra Constitucionalista. |
|                     |                     | 41. José María Moncada | 1 de enero de 1929 | 1 de enero de 1933       | 4 años                    | Liberal                                                                      | |
|                     |                     | 42. Juan Bautista Sacasa | 1 de enero de 1933 | 6 de junio de 1936       | 3 años, 5 meses y 5 días  | Liberal                                                                      | 2.ª vez. Depuesto en golpe de Estado por Anastasio Somoza García. Murió en el exilio. |
|                     |                     | 43. Julián Irías Sandres | 6 de junio de 1936 | 9 de junio de 1936       | 3 días                    | Liberal                                                                      | Interino. |
|                     |                     | 44. Carlos Alberto Brenes Jarquín | 9 de junio de 1936 | 1 de enero de 1937       | 6 meses y 22 días         | Partido Liberal Nacionalista                                                 | |
|                     |                     | 45. Anastasio Somoza García | 1 de enero de 1937 | 1 de mayo de 1947        | 10 años y 4 meses         | Partido Liberal Nacionalista                                                 | 1.ª vez. Militar. |
|                     |                     | 46. Leonardo Argüello Barreto | 1 de mayo de 1947 | 27 de mayo de 1947       | 26 días                   | Partido Liberal Nacionalista                                                 | Depuesto en golpe de Estado por Anastasio Somoza García. Murió en el exilio. |
|                     |                     | 47. Benjamín Lacayo Sacasa | 27 de mayo de 1947 | 15 de agosto de 1947     | 2 meses y 19 días         | Partido Liberal Nacionalista                                                 | |
|                     |                     | 48. Víctor Manuel Román y Reyes | 15 de agosto de 1947 | 6 de mayo de 1950        | 2 años, 8 meses y 22 días | Partido Liberal Nacionalista                                                 | Tío de Somoza García. Murió durante su mandato. |
|                     |                     | 49. Manuel Fernando Zurita | 6 de mayo de 1950 | 7 de mayo de 1950        | 1 día                     | Partido Liberal Nacionalista                                                 | En funciones. |
|                     |                     | Anastasio Somoza García | 7 de mayo de 1950 | 29 de septiembre de 1956 | 6 años, 4 meses y 22 días | Partido Liberal Nacionalista                                                 | 2.ª vez. Muerto durante su mandato. |
|                     |                     | 50. Luis Somoza Debayle | 29 de septiembre de 1956 | 1 de mayo de 1963        | 6 años, 7 meses y 2 días  | Partido Liberal Nacionalista                                                 | Militar, hijo de Anastasio Somoza García. |
|                     |                     | 51. René Schick Gutiérrez | 1 de mayo de 1963 | 3 de agosto de 1966      | 3 años, 3 meses y 2 días  | Partido Liberal Nacionalista                                                 | Murió durante su mandato. |
|                     |                     | 52. Lorenzo Guerrero Gutiérrez | 3 de agosto de 1966 | 1 de mayo de 1967        | 8 meses y 29 días         | Partido Liberal Nacionalista                                                 | Vicepresidente de René Schick Gutiérrez. |
|                     |                     | 53. Anastasio Somoza Debayle | 1 de mayo de 1967 | 1 de mayo de 1972        | 5 años                    | Partido Liberal Nacionalista                                                 | 1.ª vez. Militar, hijo de Anastasio Somoza García. |
|                     |                     | 54. Junta Nacional de Gobierno * Roberto Martínez Lacayo * Alfonso Lovo Cordero * Fernando Agüero Rocha (hasta el 1 de marzo de 1973) * Edmundo Paguaga Irías (desde el 1 de marzo de 1973) | 1 de mayo de 1972 | 1 de diciembre de 1974   | 2 años y 7 meses          | Conservador-Liberal Nacionalista                                             | |
|                     |                     | 55. Anastasio Somoza Debayle | 1 de diciembre de 1974 | 17 de julio de 1979      | 4 años, 7 meses y 16 días | Partido Liberal Nacionalista                                                 | 2.ª vez. Renunció y partió al exilio. |
|                     |                     | 56. Francisco Urcuyo Maliaños | 17 de julio de 1979 | 18 de julio de 1979      | 1 día                     | Partido Liberal Nacionalista                                                 | Designado por el Congreso Nacional. Partió al exilio. |
|                     |                     | 57. Junta de Gobierno de Reconstrucción Nacional * Daniel Ortega * Sergio Ramírez * Violeta Chamorro * Alfonso Robelo * Moisés Hassan * Rafael Ángel Córdova Rivas * Arturo Cruz Porras     | 18 de julio de 1979 | 10 de enero de 1985      | 5 años, 5 meses y 23 días | Junta de Gobierno de Reconstrucción Nacional                                 | Revolución Sandinista, 19 de julio de 1979. |
|                     |                     | 58. Daniel Ortega Saavedra | 10 de enero de 1985 | 25 de abril de 1990      | 5 años, 3 meses y 15 días | Frente Sandinista de Liberación Nacional                                     | 1.ª vez. Electo. |
|                     |                     | 59. Violeta Barrios de Chamorro | 25 de abril de 1990 | 10 de enero de 1997      | 6 años, 8 meses y 15 días | Unión Nacional Opositora                                                     | |
|                     |                     | 60. Arnoldo Alemán Lacayo | 10 de enero de 1997 | 10 de enero de 2002      | 5 años                    | Partido Liberal Constitucionalista                                           | |
|                     |                     | 61. Enrique Bolaños Geyer | 10 de enero de 2002 | 10 de enero de 2007      | 5 años                    | Partido Liberal Constitucionalista                                           | |
|                     |                     | 62. Daniel Ortega Saavedra | 10 de enero de 2007 | 10 de enero de 2012      | 18 años, 7 meses y 7 días | Frente Sandinista de Liberación Nacional                                     | 2.ª vez. |
| 10 de enero de 2012 | 10 de enero de 2017 | 62. Daniel Ortega Saavedra | 3.ª vez. Ortega pudo reelegirse a través de un polémico fallo de la Sala Constitucional de la Corte Suprema de Justicia que declaró inaplicable el artículo 147 de la Constitución nicaragüense que prohíbe la reelección continua, pero el fallo de la Corte fue declarado nulo por la Asamblea Nacional. |                          | 18 años, 7 meses y 7 días | Frente Sandinista de Liberación Nacional                                     | |
| 10 de enero de 2017 | 10 de enero de 2022 | 62. Daniel Ortega Saavedra | 4.ª vez. Electo al cargo junto a su esposa, Rosario Murillo, como vicepresidenta. |                          | 18 años, 7 meses y 7 días | Frente Sandinista de Liberación Nacional                                     | |
| 10 de enero de 2022 | En funciones        | 62. Daniel Ortega Saavedra | 5.ª vez. Electo al cargo junto a su esposa, Rosario Murillo, como vicepresidenta. Elecciones cuestionadas y no reconocidas por varios países y organizaciones internacionales, debido a la detención de aspirantes y candidatos opositores, así como la falta de «transparencia» en los comicios.          |                          | 18 años, 7 meses y 7 días | Frente Sandinista de Liberación Nacional                                     | |
|                     |                     | 62. Rosario Murillo Zambrana | 18 de febrero de 2025 | En funciones             | 5 meses y 27 días         | Frente Sandinista de Liberación Nacional                                     | Copresidenta |